# 12286 Poiseuille
12286 Poiseuille (tên chỉ định: 1991 GY4) là một tiểu hành tinh vành đai chính. Nó được phát hiện bởi Eric Walter Elst ở Đài thiên văn La Silla ở Chile ngày 8 tháng 4 năm 1991. Nó được đặt theo tên Jean Louis Marie Poiseuille, a 19th-century French physicist và physiologist.